# Cryptosepalum elegans
Cryptosepalum elegans là một loài thực vật có hoa trong họ Đậu. Loài này được Letouzey miêu tả khoa học đầu tiên.